# The Way of the Redman
The Way of the Redman is een Amerikaanse dramafilm uit 1914. De stomme film is verloren gegaan.
Dit was een van de vroege Selig-films waarin Tom Mix de hoofdrol had. Tot die tijd had hij meestal bijrollen.

## Verhaal
De beschaafde indiaan Redman (Tom Mix) laat een gewonde gokker binnen, die op de vlucht voor de sheriff was beschoten. Maar in plaats van zijn redder dankbaar te zijn, verraadt hij hem door met zijn vrouw Bounding Fawn (Goldie Colwell) het bed te delen. De indiaan betrapt de twee en zet ze allebei op straat. Als hij jaren later hoort dat de gokker Bounding Fawn heeft vermoord, gaat hij op zoek naar haar moordenaar. Hij weet hem te vinden, bindt hem vast aan paal en wreekt op Indiaanse wijze haar dood.

## Rolverdeling
| Acteur         | Personage                |
| -------------- | ------------------------ |
| Tom Mix        | De "Redman"              |
| Goldie Colwell | Bounding Fawn            |
| Leo Maloney    | De gokker                |
| Roy Watson     | De sheriff               |
| Old Blue       | Het paard van de indiaan |